# Territoriale indeling van Rio Grande do Norte

Rio Grande do Norte

De Braziliaanse deelstaat Rio Grande do Norte is ingedeeld in 4 mesoregio's, 19 microregio's en 167 gemeenten.

## Agreste Potiguar (mesoregio)
3 microregio's, 43 gemeenten

### Agreste Potiguar (microregio)
22 gemeenten:
Bom Jesus -
Brejinho -
Ielmo Marinho -
Januário Cicco -
Jundiá -
Lagoa d'Anta -
Lagoa de Pedras -
Lagoa Salgada -
Monte Alegre -
Nova Cruz -
Passa-e-Fica -
Passagem -
Riachuelo -
Santa Maria -
Santo Antônio -
São Paulo do Potengi -
São Pedro -
Senador Elói de Souza -
Serra Caiada -
Serrinha -
Várzea -
Vera Cruz

### Baixa Verde (microregio)
5 gemeenten:
Bento Fernandes -
Jandaíra -
João Câmara -
Parazinho -
Poço Branco

### Borborema Potiguar (microregio)
16 gemeenten:
Barcelona -
Campo Redondo -
Coronel Ezequiel -
Jaçanã -
Japi -
Lagoa de Velhos -
Lajes Pintadas -
Monte das Gameleiras -
Ruy Barbosa -
Santa Cruz -
São Bento do Trairi -
São José do Campestre -
São Tomé -
Serra de São Bento -
Sítio Novo -
Tangará

## Central Potiguar (mesoregio)
5 microregio's, 37 gemeenten

### Angicos (microregio)
8 gemeenten:
Afonso Bezerra -
Angicos -
Caiçara do Rio do Vento -
Fernando Pedroza -
Jardim de Angicos -
Lajes -
Pedra Preta -
Pedro Avelino

### Macau (microregio)
5 gemeenten:
Caiçara do Norte -
Galinhos -
Guamaré -
Macau -
São Bento do Norte

### Seridó Ocidental (microregio)
7 gemeenten:
Caicó -
Ipueira -
Jardim de Piranhas -
São Fernando -
São João do Sabugi -
Serra Negra do Norte -
Timbaúba dos Batistas

### Seridó Oriental (microregio)
10 gemeenten:
Acari -
Carnaúba dos Dantas -
Cruzeta -
Currais Novos -
Equador -
Jardim do Seridó -
Ouro Branco -
Parelhas -
Santana do Seridó -
São José do Seridó

### Serra de Santana (microregio)
7 gemeenten:
Bodó -
Cerro Corá -
Florânia -
Lagoa Nova -
Santana do Matos -
São Vicente -
Tenente Laurentino Cruz

## Leste Potiguar (mesoregio)
4 microregio's, 25 gemeenten

### Litoral Nordeste (microregio)
7 gemeenten:
Maxaranguape -
Pedra Grande -
Pureza -
Rio do Fogo -
São Miguel do Gostoso -
Taipu -
Touros

### Litoral Sul (microregio)
10 gemeenten:
Arês -
Baía Formosa -
Canguaretama -
Espírito Santo -
Goianinha -
Montanhas -
Pedro Velho -
Senador Georgino Avelino -
Tibau do Sul -
Vila Flor

### Macaíba (microregio)
5 gemeenten:
Ceará-Mirim -
Macaíba -
Nísia Floresta -
São Gonçalo do Amarante -
São José de Mipibu

### Natal (microregio)
3 gemeenten:
Extremoz -
Natal -
Parnamirim

## Oeste Potiguar (mesoregio)
7 microregio's, 62 gemeenten

### Chapada do Apodi (microregio)
4 gemeenten:
Apodi -
Caraúbas -
Felipe Guerra -
Governador Dix-Sept Rosado

### Médio Oeste (microregio)
6 gemeenten:
Campo Grande -
Janduís -
Messias Targino -
Paraú -
Triunfo Potiguar -
Upanema

### Mossoró (microregio)
6 gemeenten:
Areia Branca -
Baraúna -
Grossos -
Mossoró -
Serra do Mel -
Tibau

### Pau dos Ferros (microregio)
17 gemeenten:
Alexandria -
Francisco Dantas -
Itaú -
José da Penha -
Marcelino Vieira -
Paraná -
Pau dos Ferros -
Pilões -
Portalegre -
Rafael Fernandes -
Riacho da Cruz -
Rodolfo Fernandes -
São Francisco do Oeste -
Severiano Melo -
Taboleiro Grande -
Tenente Ananias -
Viçosa

### Serra de São Miguel (microregio)
9 gemeenten:
Água Nova -
Coronel João Pessoa -
Doutor Severiano -
Encanto -
Luís Gomes -
Major Sales -
Riacho de Santana -
São Miguel -
Venha-Ver

### Umarizal (microregio)
11 gemeenten:
Almino Afonso -
Antônio Martins -
Frutuoso Gomes -
João Dias -
Lucrécia -
Martins -
Olho-d'Água do Borges -
Patu -
Rafael Godeiro -
Serrinha dos Pintos -
Umarizal

### Vale do Açu (microregio)
9 gemeenten:
Assu -
Alto do Rodrigues -
Carnaubais -
Ipanguaçu -
Itajá -
Jucurutu -
Pendências -
Porto do Mangue -
São Rafael
Acre · Alagoas · Amapá · Amazonas · Bahia · Ceará · Espírito Santo · Federaal District · Goiás · Maranhão · Mato Grosso · Mato Grosso do Sul · Minas Gerais · Pará · Paraíba · Paraná · Pernambuco · Piauí · Rio de Janeiro · Rio Grande do Norte · Rio Grande do Sul · Rondônia · Roraima · Santa Catarina · São Paulo · Sergipe · Tocantins